# Cryptobelus gestroi
Cryptobelus gestroi är en skalbaggsart som beskrevs av Thomson 1878. Cryptobelus gestroi ingår i släktet Cryptobelus och familjen långhorningar. Inga underarter finns listade i Catalogue of Life.